# Tour d'Aï
Tour d'Aï är en bergstopp i Schweiz. Den ligger i distriktet Aigle och kantonen Vaud, i den sydvästra delen av landet, 70 km sydväst om huvudstaden Bern. Toppen på Tour d'Aï är 2 330 meter över havet.